# Cima del Monte
La Cima del Monte è un rilievo elbano che domina tutta la parte orientale dell'isola. È situato alla convergenza dei comuni di Portoferraio, Rio e Porto Azzurro e raggiunge un'altezza di 516 metri sul livello del mare.
Fa parte del Parco nazionale dell'Arcipelago Toscano.

## Descrizione

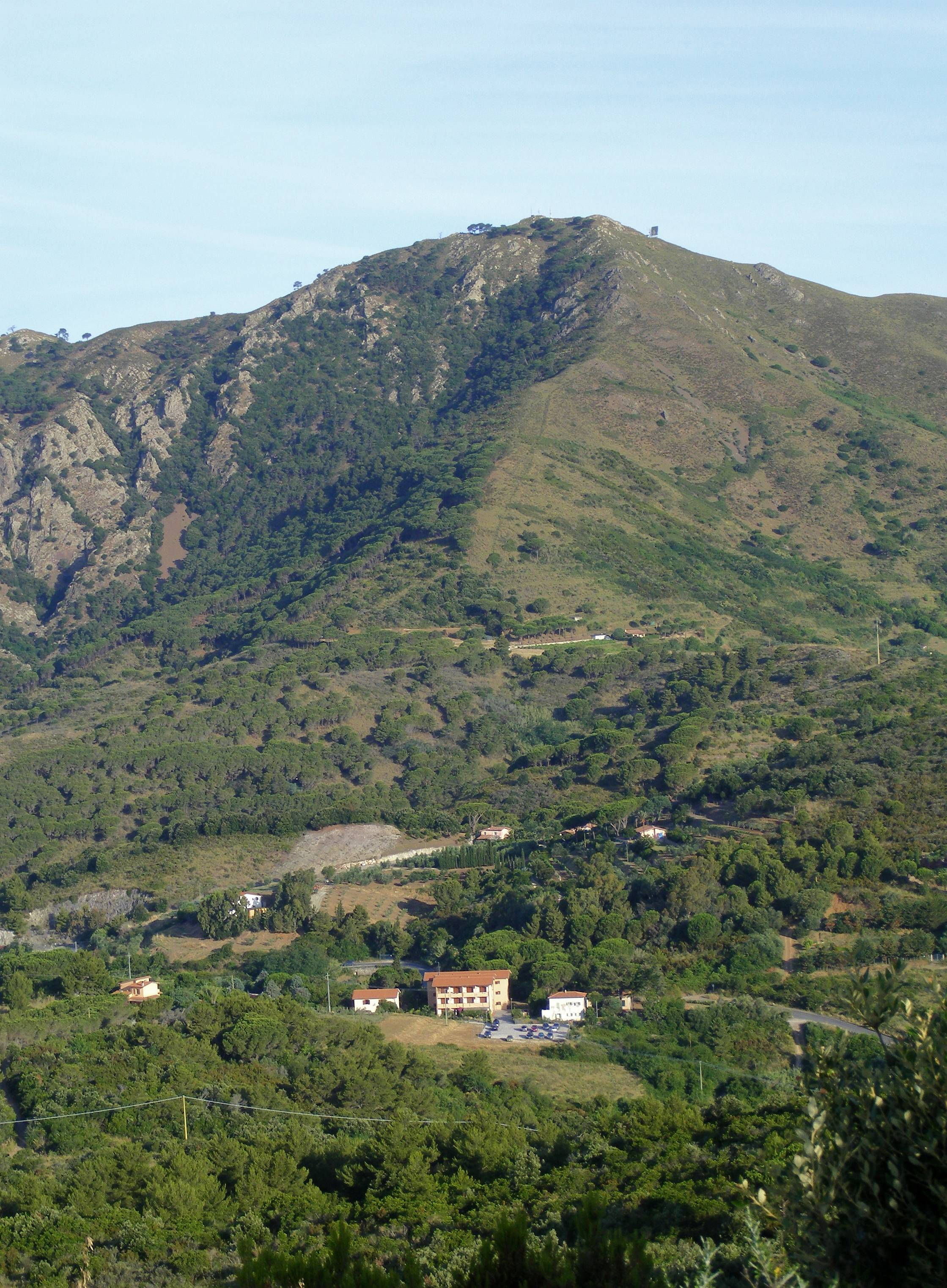
La montagna vista da est

Dalla Cima del Monte si originano tre creste principali: la prima si dirige verso nord e, dopo aver perso quota fino alla località Le Panche, risale al Monte Capannello. La seconda punta invece verso sud e collega la Cima del Monte con il Monte Castello, mentre la terza scende verso il mare in direzione sud-est.
Le acque che scendono verso est sono raccolte dal Fosso Reale (che sfocia sull'omonima spiaggia, nei pressi del Laghetto di Terra Nera) e dal Rio Ortano, che raggiunge il mare a Ortano. Il versante occidentale del monte è drenato dal Fosso di Acquacavalla, che sfocia presso l'abitato di Schiopparello (Portoferraio).
Il versante occidentale della montagna è boscoso mentre quello esposto ad est è più brullo e arido; nei pressi del punto culminante si trovano alcune antenne e apparecchiature per telecomunicazioni. Sulla montagna pascolano abitualmente greggi di capre.
Dato l'isolamento del rilievo il panorama è vastissimo, limitato solo in direzione ovest dal Monte Capanne; a breve distanza dalla cima è situato lo sperone roccioso che ospita la fortezza del Volterraio.

## Accesso alla cima

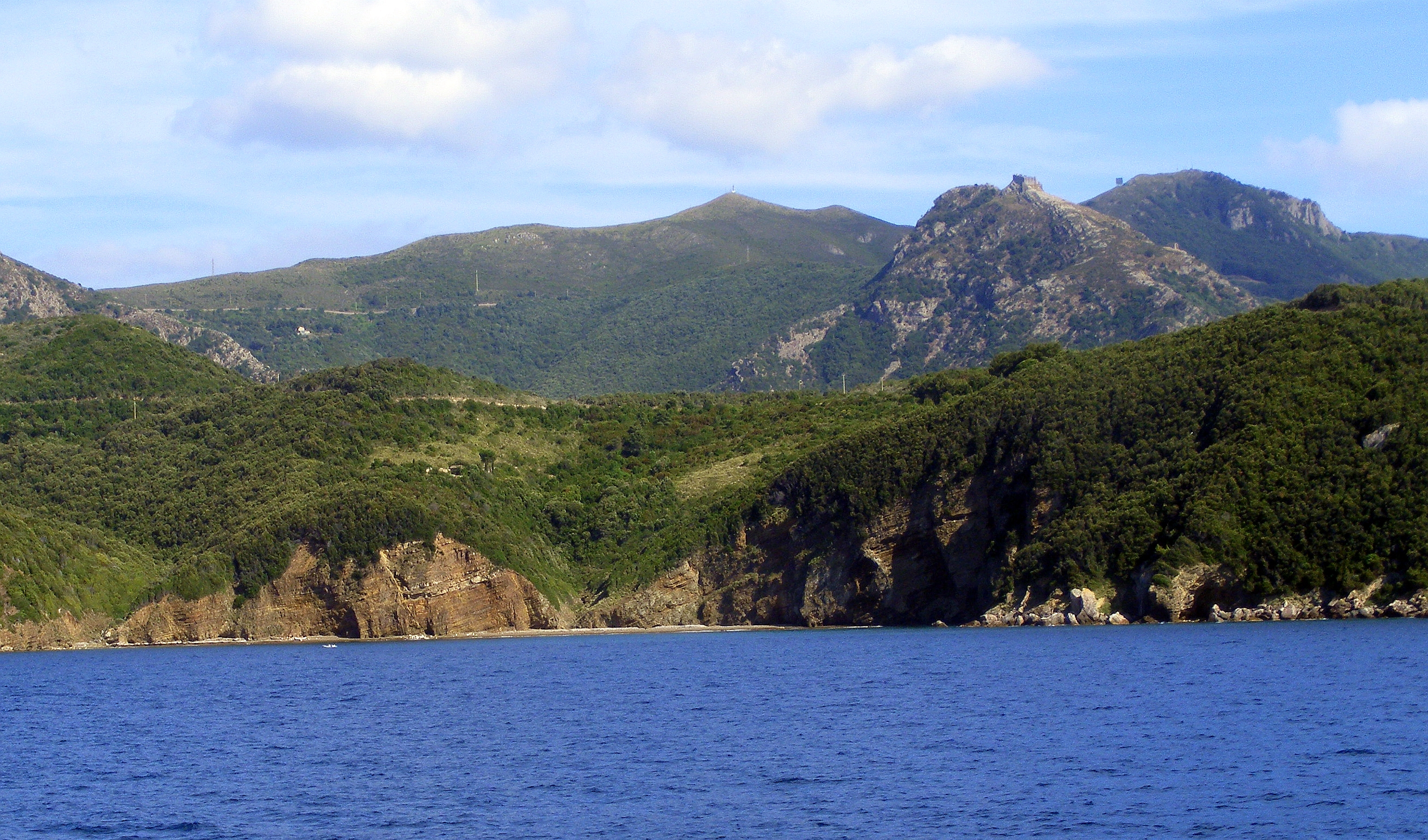
La Cima del Monte (a destra) e la fortezza del Volterraio viste dal mare

La montagna è percorsa in senso nord-sud dall'itinerario escursionistico della Grande Traversata Elbana (GTE), che ne tocca il punto culminante. In questa zona l'itinerario è percorribile, con la dovuta attenzione, anche in mountain bike o a cavallo.

## Insediamento protostorico
In un pianoro della montagna si trovano i resti di un insediamento dell'Età del Bronzo (Cultura subappenninica) in contatto diretto con quello a valle del Volterraio, la cui presenza è stata accertata dalla presenza di vasellame frammentario ad impasto grossolano.

## Esercitazioni militari
Nel 1936 sul pianoro di Cima del Monte si recavano da Portoferraio i militari dell'88º Reggimento fanteria "Friuli" per compiere esercitazioni militari, sparando con fucili mitragliatori Breda Mod. 30 a sagome umane poste sui soprastanti rilievi.